# Listă de filme britanice din 1972
Aceasta este o listă de filme britanice din 1972:

## Lista
| Titlu                                 | Regizor               | Distribuție                                      | Gen                | Note                                                    |
| ------------------------------------- | --------------------- | ------------------------------------------------ | ------------------ | ------------------------------------------------------- |
| Adolf Hitler: My Part in his Downfall | Norman Cohen          | Jim Dale, Arthur Lowe, Spike Milligan            | Comedy             |                                                         |
| Adult Fun                             | James Scott           | Peter Marinker, Deborah Norton                   | Comedy/thriller    | [ 1 ]                                                   |
| The Alf Garnett Saga                  | Bob Kellett           | Warren Mitchell, Dandy Nichols                   | Comedy             |                                                         |
| Alice's Adventures in Wonderland      | William Sterling      | Fiona Fullerton, Michael Crawford, Peter Sellers | Musical            |                                                         |
| All Coppers Are...                    | Sidney Hayers         | Martin Potter, Julia Foster                      | Drama              |                                                         |
| The Amazing Mr Blunden                | Lionel Jeffries       | Laurence Naismith, Lynne Frederick               | Family             |                                                         |
| Antony and Cleopatra                  | Charlton Heston       | Charlton Heston, Eric Porter, John Castle        | Historical drama   |                                                         |
| The Assassination of Trotsky          | Joseph Losey          | Richard Burton, Romy Schneider, Alain Delon      | Historical drama   |                                                         |
| Asylum                                | Roy Ward Baker        | Peter Cushing, Britt Ekland, Herbert Lom         | Portmanteau horror |                                                         |
| Au Pair Girls                         | Val Guest             | Astrid Frank, Johnny Briggs                      | Sex comedy         |                                                         |
| Bless This House                      | Gerald Thomas         | Sid James, Terry Scott                           | Comedy             | Spin-off of Bless This House                            |
| The Boy Who Turned Yellow             | Michael Powell        | Mark Dightam, Robert Eddison                     | Family drama       |                                                         |
| Brother Sun, Sister Moon              | Franco Zeffirelli     | Graham Faulkner, Judi Bowker                     | Biopic             |                                                         |
| The Call of the Wild                  | Ken Annakin           | Charlton Heston, Michèle Mercier                 | Adventure          |                                                         |
| Carry On Abroad                       | Gerald Thomas         | Sid James, Kenneth Williams, Charles Hawtrey     | Comedy             |                                                         |
| Carry On Matron                       | Gerald Thomas         | Kenneth Williams, Sid James                      | Comedy             |                                                         |
| Cry Wolf                              | John Davis            | Anthony Kemp, Mary Burleigh                      | Drama              |                                                         |
| Danny Jones                           | Jules Bricken         | Frank Finlay, Jane Carr                          | Drama              |                                                         |
| The Darwin Adventure                  | Jack Couffer          | Nicholas Clay, Susan Macready                    | Biopic             |                                                         |
| A Day in the Death of Joe Egg         | Peter Medak           | Alan Bates, Janet Suzman                         | Black comedy       |                                                         |
| Death Line                            | Gary Sherman          | Donald Pleasence, David Ladd                     | Horror             |                                                         |
| Doomwatch                             | Peter Sasdy           | Ian Bannen, Judy Geeson                          | Sci-fi mystery     | TV series spin-off                                      |
| Dracula AD 1972                       | Alan Gibson           | Christopher Lee, Peter Cushing                   | Horror             |                                                         |
| Endless Night                         | Sidney Gilliat        | Hayley Mills, Britt Ekland                       | Mystery            |                                                         |
| The Fiend                             | Robert Hartford-Davis | Ann Todd, Tony Beckley, Patrick Magee            | Horror             |                                                         |
| The Flesh and Blood Show              | Pete Walker           | Ray Brooks, Jenny Hanley                         | Horror             | With 3-D sequence                                       |
| Follow Me!                            | Carol Reed            | Mia Farrow, Michael Jayston                      | Comedy             |                                                         |
| For the Love of Ada                   | Ronnie Baxter         | Irene Handl, Wilfred Pickles                     | Comedy             | Spin-off of For the Love of Ada                         |
| Four Dimensions of Greta              | Pete Walker           | Tristan Rogers, Karen Boyes                      | Sex comedy         | With 3-D sequences                                      |
| Frenzy                                | Alfred Hitchcock      | Jon Finch, Barry Foster, Alec McCowen            | Thriller           |                                                         |
| Fright                                | Peter Collinson       | Susan George, Ian Bannen                         | Horror             |                                                         |
| Glastonbury Fayre                     | Nicolas Roeg          | Family, Arthur Brown, Fairport Convention        | Documentary        | A film of Glastonbury Festival                          |
| Go for a Take                         | Harry Booth           | Dennis Price, Bob Todd                           | Comedy             |                                                         |
| Henry VIII and His Six Wives          | Waris Hussein         | Keith Michell, Donald Pleasence                  | Drama              | Based on a BBC TV series                                |
| Hide and Seek                         | David Eady            | Peter Newby, Gary Kemp                           | Family/adventure   |                                                         |
| I Want What I Want                    | John Dexter           | Anne Heywood, Harry Andrews, Jill Bennett        | Drama              |                                                         |
| Images                                | Robert Altman         | Susannah York, René Auberjonois                  | Drama              |                                                         |
| Innocent Bystanders                   | Peter Collinson       | Stanley Baker, Geraldine Chaplin                 | Action             |                                                         |
| Madame Sin                            | David Greene          | Bette Davis, Robert Wagner                       | Thriller           |                                                         |
| Made                                  | John Mackenzie        | Carol White, Roy Harper                          | Drama              |                                                         |
| Mutiny on the Buses                   | Harry Booth           | Reg Varney, Bob Grant, Stephen Lewis             | Comedy             | TV sitcom spin-off sequel                               |
| My Childhood                          | Bill Douglas          |                                                  | Biopic, Drama      |                                                         |
| Nearest and Dearest                   | John Robins           | Hylda Baker, Jimmy Jewel                         | Comedy             | TV sitcom spin-off                                      |
| Neither the Sea Nor the Sand          | Fred Burnley          | Susan Hampshire, Frank Finlay                    | Thriller           | [ 2 ]                                                   |
| Nobody Ordered Love                   | Robert Hartford-Davis | Ingrid Pitt, Judy Huxtable                       | Horror             |                                                         |
| The Offence                           | Sidney Lumet          | Sean Connery, Trevor Howard                      | Crime              |                                                         |
| Ooh… You Are Awful                    | Cliff Owen            | Dick Emery                                       | Comedy             |                                                         |
| The Other Side of the Underneath      | Jane Arden            | Sheila Allen                                     | Drama              |                                                         |
| Our Miss Fred                         | Bob Kellett           | Danny La Rue                                     | Comedy             |                                                         |
| The Pied Piper                        | Jacques Demy          | Jack Wild, Donald Pleasence                      | Fantasy            |                                                         |
| Pope Joan                             | Michael Anderson      | Liv Ullmann, Jeremy Kemp, Olivia de Havilland    | Drama              |                                                         |
| Pulp                                  | Mike Hodges           | Michael Caine, Mickey Rooney, Lionel Stander     | Crime/thriller     |                                                         |
| Rentadick                             | Jim Clark             | James Booth, Richard Briers                      | Comedy             |                                                         |
| The Ruling Class                      | Peter Medak           | Peter O'Toole, Alastair Sim, Arthur Lowe         | Black comedy       |                                                         |
| Running Scared                        | David Hemmings        | Robert Powell, Gayle Hunnicutt                   | Drama              |                                                         |
| Savage Messiah                        | Ken Russell           | Dorothy Tutin, Scott Antony, Helen Mirren        | Biopic             | Biopic of Henri Gaudier-Brzeska                         |
| Sitting Target                        | Douglas Hickox        | Oliver Reed, Jill St. John                       | Action             |                                                         |
| Sleuth                                | Joseph L. Mankiewicz  | Laurence Olivier, Michael Caine                  | Mystery/thriller   |                                                         |
| Something to Hide                     | Alastair Reid         | Peter Finch, Shelley Winters                     | Thriller           |                                                         |
| Steptoe and Son                       | Cliff Owen            | Wilfrid Brambell, Harry H. Corbett               | Comedy             | TV sitcom spin-off                                      |
| Straight on Till Morning              | Peter Collinson       | Rita Tushingham, Shane Briant                    | Thriller           |                                                         |
| Tales from the Crypt                  | Freddie Francis       | Ralph Richardson, Joan Collins                   | Horror             |                                                         |
| That's Your Funeral                   | John Robins           | Bill Fraser, Raymond Huntley                     | Comedy             | Based on the TV series of the same name                 |
| Tower of Evil                         | Jim O'Connolly        | Bryant Haliday, Jill Haworth                     | Horror             |                                                         |
| The Triple Echo                       | Michael Apted         | Glenda Jackson, Oliver Reed                      | Drama              | Entered into the 8th Moscow International Film Festival |
| Twins of Evil                         | John Hough            | Peter Cushing, Dennis Price, Mary Collinson      | Horror             |                                                         |
| Under Milk Wood                       | Andrew Sinclair       | Richard Burton, Elizabeth Taylor                 | Comedy/drama       |                                                         |
| Up the Front                          | Bob Kellett           | Frankie Howerd, Bill Fraser                      | Comedy             |                                                         |
| Vampire Circus                        | Robert Young          | Anthony Higgins, Adrienne Corri, Lalla Ward      | Horror             |                                                         |
| What Became of Jack and Jill?         | Bill Bain             | Vanessa Howard, Mona Washbourne                  | Thriller           |                                                         |
| Young Winston                         | Richard Attenborough  | Simon Ward, Robert Shaw, Anne Bancroft           | Biography          |                                                         |
| Z.P.G.                                | Michael Campus        | Oliver Reed, Geraldine Chaplin                   | Sci-fi             |                                                         |
| Zee and Co.                           | Brian G. Hutton       | Elizabeth Taylor, Michael Caine, Susannah York   | Drama              |                                                         |